# Suzhousaurus
Suzhousaurus là một chi khủng long, được Li D. Q. Peng C. You Lamanna Harris Lacovara & Zhang J. P. mô tả khoa học năm 2007.